# 약속 (1983년 드라마)
《약속》은 1983년 9월 3일에 방영된 TV문학관이다.

## 줄거리
젊고 유능한 법관 한만운(김흥기)이 깨진 거울 앞에서 유리 조각으로 동맥을 끊고 죽는다. 그의 부인 지원(황정아)은 그가 숨진 현장에서 한 소녀의 사진을 발견한다. 지원은 사진과 남편의 죽음과 어떤 연관이 있을지도 모른다는 생각을 한다. 남편이 재산과 명예를 버리고 죽음을 택해야 했던 이유를 밝히기 위해 지원은 남편의 옛 친구(김종결)를 찾아가는데...

## 출연
- 김흥기
- 황정아
- 이종만
- 이치우
- 봉혜선
- 이대로
- 김종결
- 이덕희
- 유순철
- 송창신
- 이원종
- 유종근
- 김효원
- 이한수
- 박승규
- 한현배
- 안광진
- 임성민
- 채수영
- 이제신
- 안정훈
- 김시연
- 주덕호